# Premier League Darts 2013
De McCoy's Crisps Premier League Darts 2013 was een dartstoernooi, dat georganiseerd werd door de Professional Darts Corporation. Het toernooi begon op 7 februari 2013 en duurde tot en met de finale op 16 mei 2013 in The O2 Arena in Londen. Phil Taylor was de titelhouder.

## Gekwalificeerde spelers
De top vier van de Order of Merit na het wereldkampioenschap van 2013 was automatisch geplaatst. Dit waren Phil Taylor, Adrian Lewis, James Wade en de Nederlandse debutant Michael van Gerwen. Daarnaast werden er voor het eerst zes in plaats van vier wildcards uitgedeeld door Sky Sports en de PDC. Deze gingen naar Raymond van Barneveld, Simon Whitlock, Gary Anderson, Andy Hamilton en de debutanten Wes Newton en Robert Thornton. Na de 9de speelronde, als iedereen tegen elkaar gespeeld had, vielen de onderste 2 spelers van de ranglijst af. De overige 8 spelers streden in de laatste 5 speelronden voor een play-off-ticket.
| Speler                | Aantal deelnames in de Premier League | Aantal deelnames op Rij | Laatste deelname | Beste resultaat                              | Huidige positie op de PDC Order of Merit |
| --------------------- | ------------------------------------- | ----------------------- | ---------------- | -------------------------------------------- | ---------------------------------------- |
| Phil Taylor           | 9e                                    | 9                       | 2012             | Winnaar (2005, 2006, 2007, 2008, 2010, 2012) | 1                                        |
| Adrian Lewis          | 6e                                    | 4                       | 2012             | Runner-up (2011)                             | 3                                        |
| James Wade            | 6e                                    | 6                       | 2012             | Winnaar (2009)                               | 4                                        |
| Michael van Gerwen    | 1e                                    | 1                       | n.v.t.           | n.v.t.                                       | 2                                        |
| Simon Whitlock        | 4e                                    | 4                       | 2012             | Runner-up (2012)                             | 5                                        |
| Wes Newton            | 1e                                    | 1                       | n.v.t.           | n.v.t.                                       | 6                                        |
| Andy Hamilton         | 2e                                    | 2                       | 2012             | Halvefinalist (2012)                         | 7                                        |
| Raymond van Barneveld | 8e                                    | 8                       | 2012             | Halvefinalist (2006, 2007, 2008, 2009, 2011) | 8                                        |
| Gary Anderson         | 3e                                    | 3                       | 2012             | Winnaar (2011)                               | 11                                       |
| Robert Thornton       | 1e                                    | 1                       | n.v.t.           | n.v.t.                                       | 15                                       |

## Speelsteden
| Belfast                  | Aberdeen         | Bournemouth                | Exeter                      | Nottingham               |
| ------------------------ | ---------------- | -------------------------- | --------------------------- | ------------------------ |
| Odyssey Arena 7 februari | AECC 14 februari | BIC 21 februari            | Westpoint Arena 28 februari | Trent FM Arena 7 maart   |
|                          |                  |                            |                             |                          |
| Manchester               | Cardiff          | Glasgow                    | Brighton                    | Sheffield                |
| M.E.N. Arena 14 maart    | CIA 21 maart     | SECC 28 maart              | Brighton Centre 4 april     | Sheffield Arena 11 april |
|                          |                  |                            |                             |                          |
| Dublin                   | Birmingham       | Liverpool                  | Newcastle                   | Londen                   |
| O2 Dublin 18 april       | NIA 25 april     | Liverpool Echo Arena 2 mei | Metro Radio Arena 9 mei     | Wembley Arena 16 mei     |
|                          |                  |                            |                             |                          |

## Uitslagen

### Groepsfase
| Pos. | Naam                  | Gs. | W  | G | V  | LG  | LV  | +/− | LGTD | 100+ | 140+ | 180s | Gm.    | HU  | UP     | Pnt. |
| ---- | --------------------- | --- | -- | - | -- | --- | --- | --- | ---- | ---- | ---- | ---- | ------ | --- | ------ | ---- |
| 1    | Michael van Gerwen    | 16  | 11 | 2 | 3  | 102 | 68  | +34 | 40   | 185  | 156  | 57   | 100.09 | 164 | 38.65% | 24   |
| 2    | Raymond van Barneveld | 16  | 10 | 3 | 3  | 98  | 74  | +24 | 41   | 215  | 142  | 53   | 98.88  | 161 | 40.72% | 23   |
| 3    | Phil Taylor           | 16  | 8  | 4 | 4  | 95  | 73  | +22 | 40   | 249  | 113  | 30   | 100.37 | 164 | 41.14% | 20   |
| 4    | James Wade            | 16  | 7  | 3 | 6  | 88  | 82  | +6  | 30   | 233  | 97   | 37   | 97.12  | 170 | 44.43% | 17   |
| 5    | Robert Thornton       | 16  | 6  | 3 | 7  | 81  | 88  | −7  | 32   | 216  | 128  | 53   | 98.2   | 161 | 40.78% | 15   |
| 6    | Simon Whitlock        | 16  | 7  | 1 | 8  | 81  | 90  | −9  | 33   | 215  | 106  | 44   | 95.01  | 140 | 40.30% | 15   |
| 7    | Andy Hamilton         | 16  | 6  | 0 | 10 | 82  | 93  | −11 | 29   | 180  | 115  | 42   | 94.77  | 152 | 38.48% | 12   |
| 8    | Adrian Lewis          | 16  | 4  | 2 | 10 | 73  | 100 | −27 | 25   | 185  | 112  | 43   | 92.57  | 170 | 33.14% | 10   |
| 9    | Wes Newton            | 9   | 2  | 1 | 6  | 42  | 56  | −14 | 15   | 109  | 58   | 26   | 91.65  | 132 | 36.52% | 5    |
| 10   | Gary Anderson         | 9   | 2  | 1 | 6  | 40  | 58  | −18 | 13   | 125  | 72   | 28   | 95.57  | 124 | 27.97% | 5    |

Bijgewerkt t/m 9 mei 2013.
- Top 4 plaatst zich na speeldag 14 voor de play-offs
- Laatste 2 vallen na speeldag 9 af
- NB: Gs. = Gespeeld, W = Winst partijen, G = Gelijk gespeeld, V = Verloren partijen, LG = Legs Gewonnen, LV = Legs Verloren, LGTD = Legs gewonnen Tegen Darts, Gm. = Gemiddelde, HU = Hoogste uitworp, UP = Uitgooi Percentage Pnt. = Punten.
- NB: De darters worden gerankt op punten. Als dat gelijk is, worden ze gerankt op +/− leg. Als de +/− leg gelijk is, dan worden ze gerankt op de LWAT. Als dit ook gelijk is, worden ze gerankt op het gemiddelde wat er gegooid wordt met drie pijlen.

### Toernooi-reeks
| Michael van Gerwen    | G | G | W | W | V | W | W | V | W | W             | W             | W             | W             | V             | V             | W             | W             | W             | W             | W | W |
| Phil Taylor           | G | W | W | G | V | V | W | W | V | V             | V             | W             | G             | W             | W             | W             | W             | G             | G             | W | V |
| Raymond van Barneveld | W | W | V | W | W | G | G | V | W | W             | W             | V             | G             | W             | W             | W             | W             | W             | W             | V |   |
| James Wade            | W | V | W | G | W | V | G | W | W | W             | V             | W             | W             | V             | V             | V             | V             | G             | G             | V |   |
| Robert Thornton       | W | G | G | W | V | G | V | W | W | V             | V             | V             | V             | W             | W             | V             | V             | V             | V             |   |   |
| Simon Whitlock        | W | V | V | V | W | W | V | V | V | W             | W             | W             | W             | W             | V             | W             | W             | G             | V             |   |   |
| Andy Hamilton         | V | W | W | V | V | W | W | V | W | V             | V             | V             | V             | V             | V             | V             | W             | V             | V             |   |   |
| Adrian Lewis          | V | V | V | V | W | G | W | W | V | V             | V             | V             | V             | V             | V             | V             | V             | W             | G             |   |   |
| Wes Newton            | V | V | G | W | V | V | V | W | V | Uitgeschakeld | Uitgeschakeld | Uitgeschakeld | Uitgeschakeld | Uitgeschakeld | Uitgeschakeld | Uitgeschakeld | Uitgeschakeld | Uitgeschakeld | Uitgeschakeld |   |   |
| Gary Anderson         | V | W | V | V | W | G | V | V | V | Uitgeschakeld | Uitgeschakeld | Uitgeschakeld | Uitgeschakeld | Uitgeschakeld | Uitgeschakeld | Uitgeschakeld | Uitgeschakeld | Uitgeschakeld | Uitgeschakeld |   |   |

NB: W = Gewonnen
G = Gelijk
V = Verloren

## Prijzengeld
Het prijzengeld is in 2012 verhoogd van £450.000 naar £520.000.
| Resultaat     | Prijzengeld |
| ------------- | ----------- |
| Winnaar       | £150.000    |
| Runner Up     | £75.000     |
| Halvefinalist | £55.000     |
| 5e plaats     | £45.000     |
| 6e plaats     | £40.000     |
| 7e plaats     | £35.000     |
| 8e plaats     | £30.000     |
| 9e plaats     | £20.000     |
| 10e plaats    | £15.000     |

## Uitslagen

### Groepsfase

#### 7 februari
Odyssey Arena, Belfast
|                                     | Score |                          |
| ----------------------------------- | ----- | ------------------------ |
| [ 2 ]                               |       |                          |
| Andy Hamilton 93.42                 | 5–7   | Robert Thornton 98.84    |
| James Wade 87.32                    | 7–4   | Wes Newton 99.09         |
| Raymond van Barneveld 102.02        | 7–4   | Gary Anderson 90.65      |
| Simon Whitlock 88.99                | 7–3   | Adrian Lewis 91.20       |
| Phil Taylor 97.05                   | 6–6   | Michael van Gerwen 97.93 |
| Hoogste uitgooi: Simon Whitlock 121 |       |                          |

#### 14 februari
AECC, Aberdeen
|                                    | Score |                              |
| ---------------------------------- | ----- | ---------------------------- |
| [ 3 ]                              |       |                              |
| Wes Newton 94.06                   | 2–7   | Raymond van Barneveld 100.19 |
| Andy Hamilton 96.07                | 7–4   | James Wade 91.54             |
| Gary Anderson 96.05                | 7–5   | Simon Whitlock 88.62         |
| Adrian Lewis 89.41                 | 3–7   | Phil Taylor 98.69            |
| Robert Thornton 97.51              | 6–6   | Michael van Gerwen 98.28     |
| Hoogste uitgooi: Andy Hamilton 120 |       |                              |

#### 21 februari
B.I.C., Bournemouth
|                                    | Score |                             |
| ---------------------------------- | ----- | --------------------------- |
| [ 4 ]                              |       |                             |
| James Wade 100.59                  | 7–4   | Adrian Lewis 91.50          |
| Robert Thornton 92.88              | 6–6   | Wes Newton 92.42            |
| Simon Whitlock 101.80              | 2–7   | Phil Taylor 107.33          |
| Michael van Gerwen 104.21          | 7–3   | Raymond van Barneveld 96.02 |
| Andy Hamilton 99.26                | 7–5   | Gary Anderson 92.07         |
| Hoogste uitgooi: Andy Hamilton 152 |       |                             |

#### 28 februari
Westpoint Arena, Exeter
|                                    | Score |                          |
| ---------------------------------- | ----- | ------------------------ |
| [ 5 ]                              |       |                          |
| Robert Thornton 109.33             | 7–2   | Gary Anderson 93.82      |
| Andy Hamilton 93.63                | 2–7   | Michael van Gerwen 95.88 |
| James Wade 101.81                  | 6–6   | Phil Taylor 102.51       |
| Wes Newton 85.77                   | 7–3   | Adrian Lewis 84.18       |
| Raymond van Barneveld 99.47        | 7–3   | Simon Whitlock 96.44     |
| Hoogste uitgooi: Gary Anderson 124 |       |                          |

#### 7 maart
Capital FM Arena, Nottingham
|                                                         | Score |                          |
| ------------------------------------------------------- | ----- | ------------------------ |
| [ 6 ]                                                   |       |                          |
| James Wade 105.73                                       | 7–1   | Robert Thornton 98.91    |
| Raymond van Barneveld 102.24                            | 7–5   | Andy Hamilton 100.16     |
| Adrian Lewis 97.70                                      | 7–4   | Michael van Gerwen 93.25 |
| Phil Taylor 97.66                                       | 5–7   | Gary Anderson 95.76      |
| Wes Newton 97.54                                        | 5–7   | Simon Whitlock 99.14     |
| Hoogste uitgooi: James Wade & Raymond van Barneveld 121 |       |                          |

#### 14 maart
M.E.N. Arena, Manchester
|                                 | Score |                       |
| ------------------------------- | ----- | --------------------- |
| [ 7 ]                           |       |                       |
| Michael van Gerwen 101.52       | 7–4   | Wes Newton 98.14      |
| Adrian Lewis 91.89              | 6-6   | Gary Anderson 95.86   |
| Simon Whitlock 97.80            | 7–4   | James Wade 97.49      |
| Raymond van Barneveld 95.08     | 6-6   | Robert Thornton 98.78 |
| Phil Taylor 93.81               | 3–7   | Andy Hamilton 101.40  |
| Hoogste uitgooi: James Wade 170 |       |                       |

#### 21 maart
C.I.A., Cardiff
|                                         | Score |                             |
| --------------------------------------- | ----- | --------------------------- |
| [ 8 ]                                   |       |                             |
| Andy Hamilton 91.34                     | 7–4   | Simon Whitlock 91.68        |
| Gary Anderson 96.82                     | 1–7   | Michael van Gerwen 107.22   |
| Robert Thornton 94.40                   | 5–7   | Adrian Lewis 95.51          |
| Wes Newton 93.07                        | 2–7   | Phil Taylor 101.72          |
| James Wade 96.17                        | 6-6   | Raymond van Barneveld 95.84 |
| Hoogste uitgooi: Michael van Gerwen 164 |       |                             |

#### 28 maart
S.E.C.C., Glasgow
|                                      | Score |                              |
| ------------------------------------ | ----- | ---------------------------- |
| [ 9 ]                                |       |                              |
| Adrian Lewis 88.70                   | 7–4   | Andy Hamilton 87.85          |
| Simon Whitlock 90.77                 | 1–7   | Robert Thornton 107.65       |
| Phil Taylor 102.94                   | 7–3   | Raymond van Barneveld 102.96 |
| Gary Anderson 95.31                  | 5–7   | Wes Newton 87.53             |
| Michael van Gerwen 104.43            | 4–7   | James Wade 98.51             |
| Hoogste uitgooi: Robert Thornton 157 |       |                              |

#### 4 april
The Brighton Centre, Brighton
|                                     | Score |                              |
| ----------------------------------- | ----- | ---------------------------- |
| [ 10 ]                              |       |                              |
| Adrian Lewis 100.25                 | 2–7   | Raymond van Barneveld 100.59 |
| Phil Taylor 97.35                   | 5–7   | Robert Thornton 103.15       |
| Wes Newton 89.82                    | 5–7   | Andy Hamilton 91.27          |
| Gary Anderson 100.64                | 3–7   | James Wade 98.59             |
| Michael van Gerwen 102.78           | 7–3   | Simon Whitlock 88.01         |
| Hoogste uitgooi: Simon whitlock 130 |       |                              |

#### 11 april
Motorpoint Arena, Sheffield
|                                    | Score |                             |
| ---------------------------------- | ----- | --------------------------- |
| [ 11 ]                             |       |                             |
| Robert Thornton 97.67              | 4–7   | Simon Whitlock 95.76        |
| Adrian Lewis 87.83                 | 2–7   | James Wade 103.91           |
| Michael van Gerwen 103.90          | 7–3   | Phil Taylor 99.65           |
| Andy Hamilton 95.66                | 5–7   | Raymond van Barneveld 94.65 |
| James Wade 90.81                   | 5–7   | Michael van Gerwen 90.99    |
| Hoogste uitgooi: Andy Hamilton 124 |       |                             |

#### 18 april
The O2, Dublin
|                                         | Score |                           |
| --------------------------------------- | ----- | ------------------------- |
| [ 12 ]                                  |       |                           |
| Andy Hamilton 95.44                     | 3–7   | Phil Taylor 105.43        |
| Raymond van Barneveld 99.72             | 4–7   | Michael van Gerwen 106.82 |
| Robert Thornton 91.11                   | 4–7   | James Wade 95.38          |
| Simon Whitlock 95.41                    | 7–3   | Andy Hamilton 89.86       |
| Raymond van Barneveld 95.83             | 6–6   | Phil Taylor 94.60         |
| Michael van Gerwen 90.74                | 7–5   | Adrian Lewis 89.15        |
| Hoogste uitgooi: Michael van Gerwen 158 |       |                           |

#### 25 april
NIA, Birmingham
|                                      | Score |                           |
| ------------------------------------ | ----- | ------------------------- |
| [ 13 ]                               |       |                           |
| Phil Taylor 105.24                   | 7–2   | Adrian Lewis 92.53        |
| Simon Whitlock 99.54                 | 7–5   | Michael van Gerwen 101.09 |
| Robert Thornton 91.22                | 7–4   | Andy Hamilton 87.31       |
| Raymond van Barneveld 104.20         | 7–2   | James Wade 97.00          |
| Phil Taylor 103.35                   | 7–4   | Simon Whitlock 100.63     |
| Adrian Lewis 86.92                   | 5–7   | Robert Thornton 92.57     |
| Hoogste uitgooi: Robert Thornton 152 |       |                           |

#### 2 mei
Liverpool Echo Arena, Liverpool
|                                  | Score |                      |
| -------------------------------- | ----- | -------------------- |
| [ 14 ]                           |       |                      |
| Michael van Gerwen 97.11         | 7–4   | Andy Hamilton 95.49  |
| James Wade 93.32                 | 4–7   | Simon Whitlock 98.26 |
| Robert Thornton 98.88            | 2–7   | Phil Taylor 100.92   |
| Raymond van Barneveld 102.06     | 7–4   | Adrian Lewis 98.13   |
| James Wade 98.90                 | 2–7   | Andy Hamilton 100.90 |
| Hoogste uitgooi: Phil Taylor 164 |       |                      |

#### 9 mei
Metro Radio Arena, Newcastle
|                                   | Score |                             |
| --------------------------------- | ----- | --------------------------- |
| [ 15 ]                            |       |                             |
| Andy Hamilton 97.27               | 5–7   | Adrian Lewis 99.88          |
| Robert Thornton 97.51             | 4–7   | Raymond van Barneveld 98.55 |
| Adrian Lewis 96.40                | 6–6   | Simon Whitlock 94.22        |
| Phil Taylor 97.73                 | 6–6   | James Wade 96.82            |
| Michael van Gerwen 105.35         | 7–1   | Robert Thornton 100.75      |
| Simon Whitlock 93.13              | 4–7   | Raymond van Barneveld 92.60 |
| Hoogste uitgooi: Adrian Lewis 170 |       |                             |

### Play-Offs(16 mei)
The O2, Londen
|                                  | Score  |             |
| -------------------------------- | ------ | ----------- |
| Halve finales (best of 15 legs)  |        |             |
| Raymond van Barneveld            | 4–8    | Phil Taylor |
| Michael van Gerwen               | 8–4    | James Wade  |
| Finale (best of 19 legs)         |        |             |
| Michael van Gerwen 103.29        | 10 – 8 | Phil Taylor |
| Hoogste uitgooi: Phil Taylor 164 |        |             |